# Пантелеев, Иван Иванович
Ива́н Ива́нович Пантеле́ев (8 июня 1924, д. Мельничная, Енисейская губерния — 14 декабря 1994, Красноярск) — советский и российский писатель, редактор, участник Великой Отечественной войны.

## Биография

### Корни
Иван Иванович Пантелеев родился 8 июня 1924 года в деревне Мельничная Ирбейского района Канского уезда Енисейской губернии.
Деревня Мельничная была основана на рубеже XIX и XX веков выходцами из Могилёвской губернии. В числе первых переселенцев была семья Фёдора Семеновича и Евдокии Антоновны Пантелеевых. Детей у них было много: четыре сына — Лука (приемный сын), Михаил, Марк, Иван и две дочери — Прасковья и Акулина. Дед Фёдор поначалу зарабатывал деньги тем, что делал бочки, точил вилы. Ходил из деревни в деревню, предлагал свои услуги. Постепенно пришёл достаток. Немало сил было потрачено на корчевание леса. Поля, где дед Фёдор с сыновьями стал сеять хлеб, до сих пор называют Пантелеевым косогором. А речку, где стояла их мельница, местные жители назвали Пантелеевой.
Наёмных работников у Пантелеевых не было. Но к кулакам их все же приписали. Марк ушёл раньше всех остальных: ещё в Гражданскую войну колчаковцы отвезли его в Канск и там расстреляли за то, что не стал он доносить на мельничных партизан. Удел же основателя династии Фёдора и двух его сыновей Михаила и Луки с семьями был другим — их раскулачили и в 1930 году сослали на черемховские угольные копи под Иркутском. Известно, что в 1938 году Михаил был арестован и приговорён «тройкой» УНКВД Иркутской области к расстрелу.
А вот Иван не был раскулачен. Вернувшись в 1922 году из германского плена, в который попал ещё в годы Первой мировой войны, он построил себе листвяжный дом-пятистенок, женился. Когда в семье родился первенец, его нарекли Иваном. Через несколько лет семья будущего писателя переехала в райцентр — село Ирбей, где и прошли его школьные годы). .

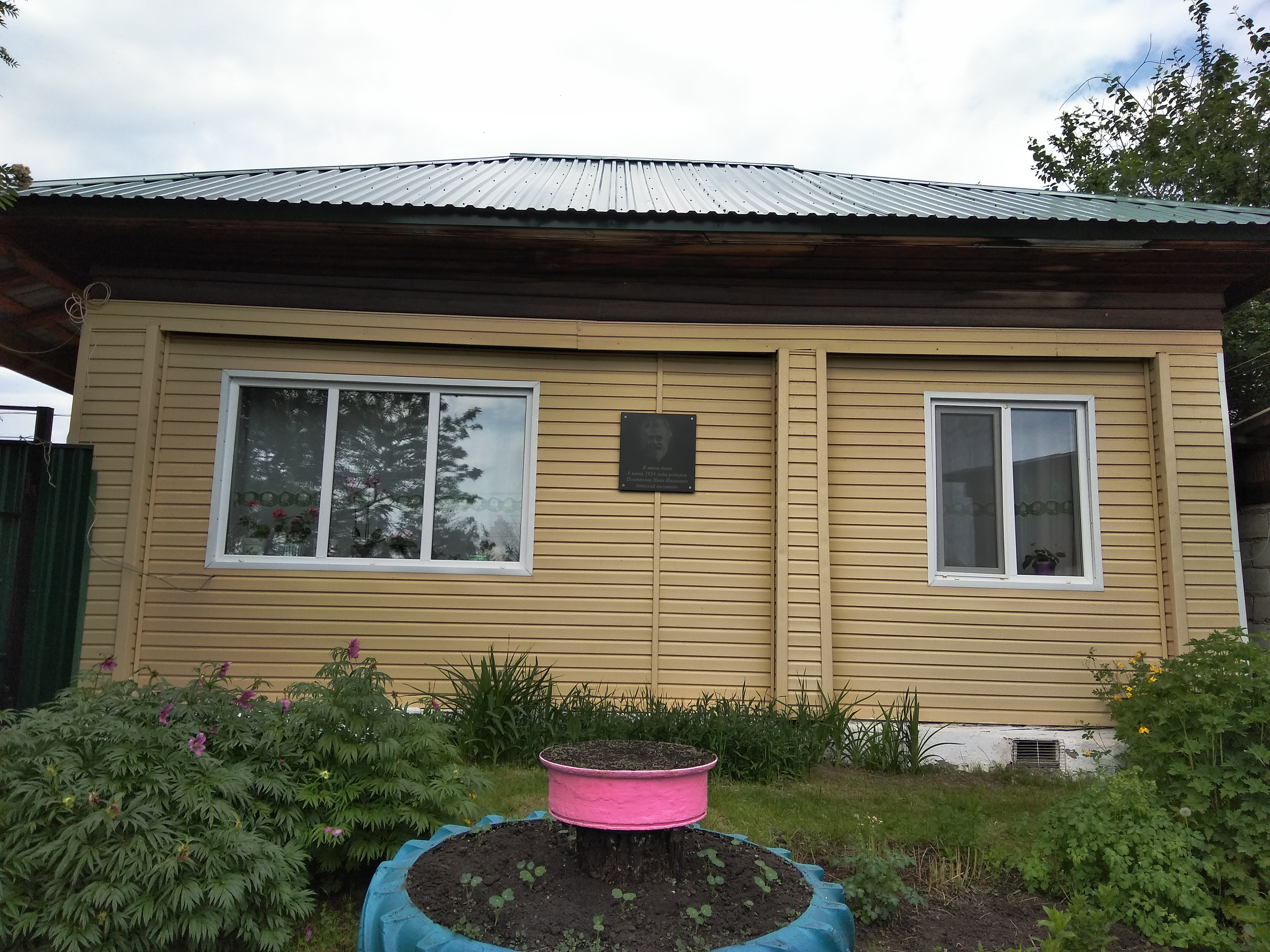
Дом в с. Мельничном Красноярского края, где родился писатель Иван Пантелеев

В 1937 году весеннее наводнение затопило склады ирбейского Заготзерна, находившиеся на берегу реки Кан. И сколько потом ни сушили промокшую пшеницу на элеваторе, после того, как вода спала, в подмокшей пшенице все же завелся клещ. Это и стало поводом для ареста отца писателя Ивана Федоровича, работавшего качественником в Заготзерно. В конечном итоге он был осужден по статье за халатность и сослан в Норильлаг. Домой он уже не вернулся. Там и сгинул.
Домника Ивановна, мама писателя, работала машинисткой и получала довольно скромную зарплату. «У матери нас было двое: я и моя младшая сестрёнка Лида. Никакого хозяйства, кроме пестрой комолой коровы да кошки Мурки, мы не держали, так что жилось нам довольно туго», — вспоминал потом писатель

### Жизненный путь
В июле 1942 года, после окончания средней школы, Иван Пантелеев был принят на работу в качестве заведующего отделом физкультуры и спорта исполкома Ирбейского райсовета.
В августе 1942 года призван в РККА. Служил в воздушно-десантных войсках, в 100-й гвардейской стрелковой дивизии. Участвовал в боях на Карельском, Втором и Третьем Украинских фронтах. В одном из боев на подступах к столице Австрии Вене сержант И. Пантелеев взял на себя командование батареей миномётов, заменив погибшего командира. За этот бой он был награждён орденом Отечественной войны II степени. Уже потом, в 1965 году, он опубликует в газете «Советская Хакасия» документальный рассказ «У Венского леса»), в котором опишет события того дня.
В начале 1947 года, демобилизовавшись из армии в звании гвардии старшины, вернулся в с. Ирбей.
С мая по июль 1947 года — заведующий канцелярией Красноярского государственного педагогического института.
С сентября 1947 по май 1948 года — директор Ирбейского районного дома культуры.
С августа 1947 по июнь 1948 года являлся студентом-заочником факультета русского языка и литературы Красноярского государственного пединститута, но был отчислен «в связи с переводом в другой ВУЗ». Дело в том, что написав к тому времени повесть о войне и несколько рассказов, он подал их на конкурс в Литературный институт им. А. М. Горького. По ним и был принят в это учебное заведение студентом-заочником.
С сентября 1948 по январь 1951 года — комендант Шереметьевского общежития Московского станкостроительного института им. И. В. Сталина.
С апреля 1951 по июль 1955 года работал багажным раздатчиком на железной дороге, ездил с поездами «Москва — Владивосток». Эта работа была на пользу. «Всякий раз перед рейсом с чемоданом приходил в институтскую библиотеку, загружал его книгами и в дороге прочитывал их, а во время трехнедельного отгула между поездками имел возможность посещать по четвергам очные семинары Валентина Катаева и Константина Паустовского», — вспоминал писатель в своей автобиографии.
С августа 1955 по март 1959 года — редактор Хакасского книжного издательства (г. Абакан).
К слову, в Абакан он приехал, не имея диплома о высшем образовании, хотя и прошёл курс обучения. По тогдашней традиции на защиту дипломной работы полагалось представить опубликованную книгу. В Абакане были опубликованы две первые книги писателя: «Щука» (1958) и «Человек идет по степи» (1959). Вторая книга и стала его дипломной работой, которую он успешно защитил в декабре 1959 года уже после переезда на постоянное место жительство в Красноярск.
С марта 1959 по ноябрь 1965 года — директор Красноярского книжного издательства.
Затем был по личной просьбе переведен на должность редактора этого же издательства: в то время готовились к изданию книга писателя, совмещать административную и творческую работу ему уже было трудно.
С этим издательством он сотрудничал до самого конца своих дней, совмещая работу редактора отдела художественной литературы и творческую деятельность. Руководство издательства позволяло ему работать на дому, и это было очень удобно для писателя. Однако несколько раз в периоды, когда готовилась к печати его очередная книга, он писал заявление об увольнении в связи с переходом на творческую работу, а потом снова возвращался.
В апреле 1966 года вступил в Союз писателей СССР.
Умер 14 декабря 1994 года в Красноярске. Похоронен на Аллее славы Бадалыкского кладбища города Красноярска.

## Семья

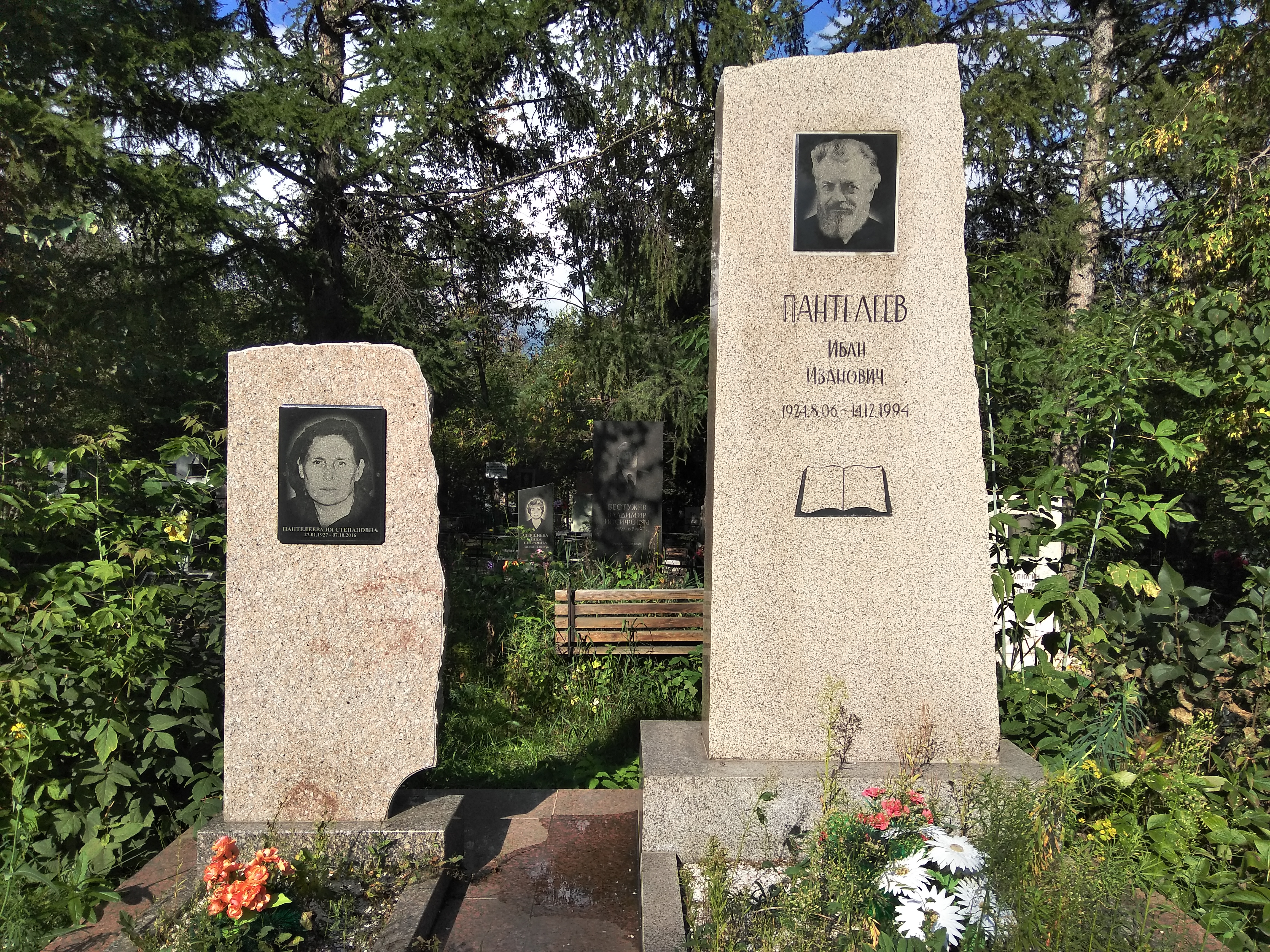
Иван и Ия Пантелеевы, Аллея Славы кладбища Бадалык, Красноярск, Россия

Жена — Ия Степановна Пантелеева (1927—2016), урожденная Крутикова, некоторое время воспитывалась в детском доме, так как ее отец, школьный учитель Степан Хрисанфович Крутиков, в 1937 году был осужден тройкой Новосибирского УЖВД и расстрелян, а мама Евдокия Юльевна Крутикова (в девичестве — Писарева) была осуждена Военным трибуналом СибВО на 8 лет заключения и 5 лет поражения в правах. Е. Ю. Крутикова отбывала свой срок на швейной фабрике, которая находилась на станции Яя Томской железной дороги. Вместе с ней в зоне отбывали наказание «жены наркомов» — жены Блюхера, Якира, Бухарина (Ларина-Бухарина), сестры Тухачевского и др. Уже после смерти писателя была опубликована его неоконченная повесть «Детдомовка», прототипами героев которой выступила его жена, а также ее братья и сестра, осиротевшие после ареста родителей. Иван и Ия Пантелеевы вырастили троих детей.  Внук писателя Иван Владимирович Пантелеев выступает как композитор, автор и исполнитель песен под артистическим псевдонимом ALOY.

## Литературная деятельность
В 1941 году в газете «Ирбейская правда» было опубликовано стихотворение школьника Ивана Пантелеева «Ревут моторы». Оно, как вспоминал потом писатель, «было о войне, торопило победу». В библиотеках с. Ирбей и Красноярска этот номер газеты не сохранился. Зато сохранился номер «Ирбейской правды» за 24 мая 1942 года, в котором было опубликовано другое раннее произведение писателя — стихотворение «Мы фронту должны помогать». В январе 2020 года фото этой публикации было размещено в качестве иллюстративного материала к заметке о писателе в газете «Красноярский рабочий».
После Великой Отечественной войны Иван Пантелеев полностью переключился на создание прозаических произведений.
Иван Пантелеев получил репутацию детского писателя. Он, пожалуй, стал первым красноярским писателем, который писал основную часть своих произведений именно о детях и для детей. Как отмечает литературный критик Людмила Гурова, говоря об его творчестве, «Ивана Ивановича по праву считают основателем детской литературы в крае».
Однако литературный критик Э. А. Абельтин выдвигает другую точку зрения: «Для И. Пантелеева очень важно разобраться в детской психологии, понять сам процесс становления человеческой личности. Я бы с учетом этого не стал называть И. И. Пантелеева только детским писателем. Такие рассказы, как „Без отца“, „Голубые звезды“, да и многие другие интересны и для взрослых как раз анализом детской души».
Особенно хорошо заметны «взрослые» мотивы в произведениях позднего Ивана Пантелеева, таких повестях, как «Чужой» (1991), «Пара на двоих» (1993), а также последнем его совсем не детском рассказе «Цыганка Злата» (1994), в котором тесно переплетены темы войны, любви, жизни и смерти.
В 2024 году  в газете "Красноярский рабочий" была опубликована неоконченная повесть Ивана Пантелеева "Алёнкины свитки, или Обыкновенная удивительная история" . Завершая её публикацию, редакция газеты сообщила, что сын писателя Владимир Пантелеев предложил детской писательнице Марии Иониной продолжить труд отца, и та согласилась. «Редакция пока не определилась со сроками публикации продолжения, тем более что Мария Ионина ещё не завершила свою часть работы», -- говорилось в комментарии от редакции. С января 2025 года выход газеты был приостановлен.

## Редакторская деятельность
Известен как первый редактор знаменитой трилогии Алексея Черкасова и Полины Москвитиной «Хмель», «Черный тополь» и «Конь рыжий». Он непосредственно редактировал первый и третий из названных романов, и, как считается, серьёзно помог Алексею Черкасову их композиционно выстроить .

## Общественная деятельность
Председатель Красноярского городского отделения краевого Детского фонда (1987—1994).

## Список произведений

### Отдельные издания
- Щука: Рассказы. — Абакан: Хакас, кн. изд-во, 1958. — 28 с.
- Человек идет по степи: Рассказы и очерки. — Абакан: Хакас. кн. изд-во. 1959. — 176 с.
- Экспедиция на Кияшку: Повесть. — Абакан: Хакас, кн. изд-во, 1961. — 94 с.
- Тапочки: Рассказы. — Иркутск: Кн. изд-во, 1963. — 90 с.
- Голубые звезды: Повести и рассказы. — Красноярск: Кн. изд-во, 1966. — 259 с.
- Лебедёнок: Повести и рассказы. — Красноярск: Кн. изд-во, 1972. — 230 с.
- Синий снег: Повести и рассказы. — Красноярск: Кн. изд-во. 1978. — 248 с.
- Алёшка с Агула: Рассказы и повести. — М.: Дет. лит.. 1983. — 200 с.
- На Агуле: Повести и рассказы. — Красноярск: Кн. изд-во. 1983. — 400 с.
- Степка: Повести. — Красноярск: Кн. изд-во, 1989. — 273 с.
- Чужой: Повесть. — Красноярск: Кн. изд-во, 1991. — 64 с.
- Экспедиция на Кияшку: Повесть. — Красноярск: «Ситалл», 2020. — 80 с., художник Николай Балышев, ил.

### Повести
- Экспедиция на Кияшку
- Аэросани
- Синий снег
- На Агуле
- Степка
- Чужой
- Пара на двоих
- Детдомовка

### Рассказы
- Звенели в траве кобылки
- Я, Шурка Кашин и петух Женька
- Алёшка с Агула
- Коровий рог
- Желна
- Как я был писателем
- Зелёный
- Стрелка
- Бусый
- Крылатый пешеход
- Голубые звезды
- Снегопад
- Лунные всплески
- Рыболов
- Пробки от шампанского, или обыкновенная рыбацкая история (другое название: На запани)
- Лебедёнок
- Крылатый пешеход
- Специальный корреспондент
- Тапочки
- Человек идет по степи
- По телеграмме
- Место в жизни
- Инцидент
- Дождь
- Без отца
- Цыганка Злата
- У Венского леса
- Живые арки
- Листки из блокнота
- Человеческое тепло
- Жажда жизни
- Почтовый ящик
- Санька
- Ботинки
- Лесная ночь

### Статьи и очерки
- Штрихи былого
- Он не мог иначе
- Бригада целинников
- Дети секретаря
- Авторитет педагога
- Если быть внимательным [О творчестве писателя Бориса Петрова][27]
- И. И. Суворов (1914—1972)[28]
- А. Т. Черкасов (1915—1973)[29]

## Награды
- орден Отечественной войны I и II степени
- медали
- Заслуженный работник культуры РСФСР (1984).

## Память

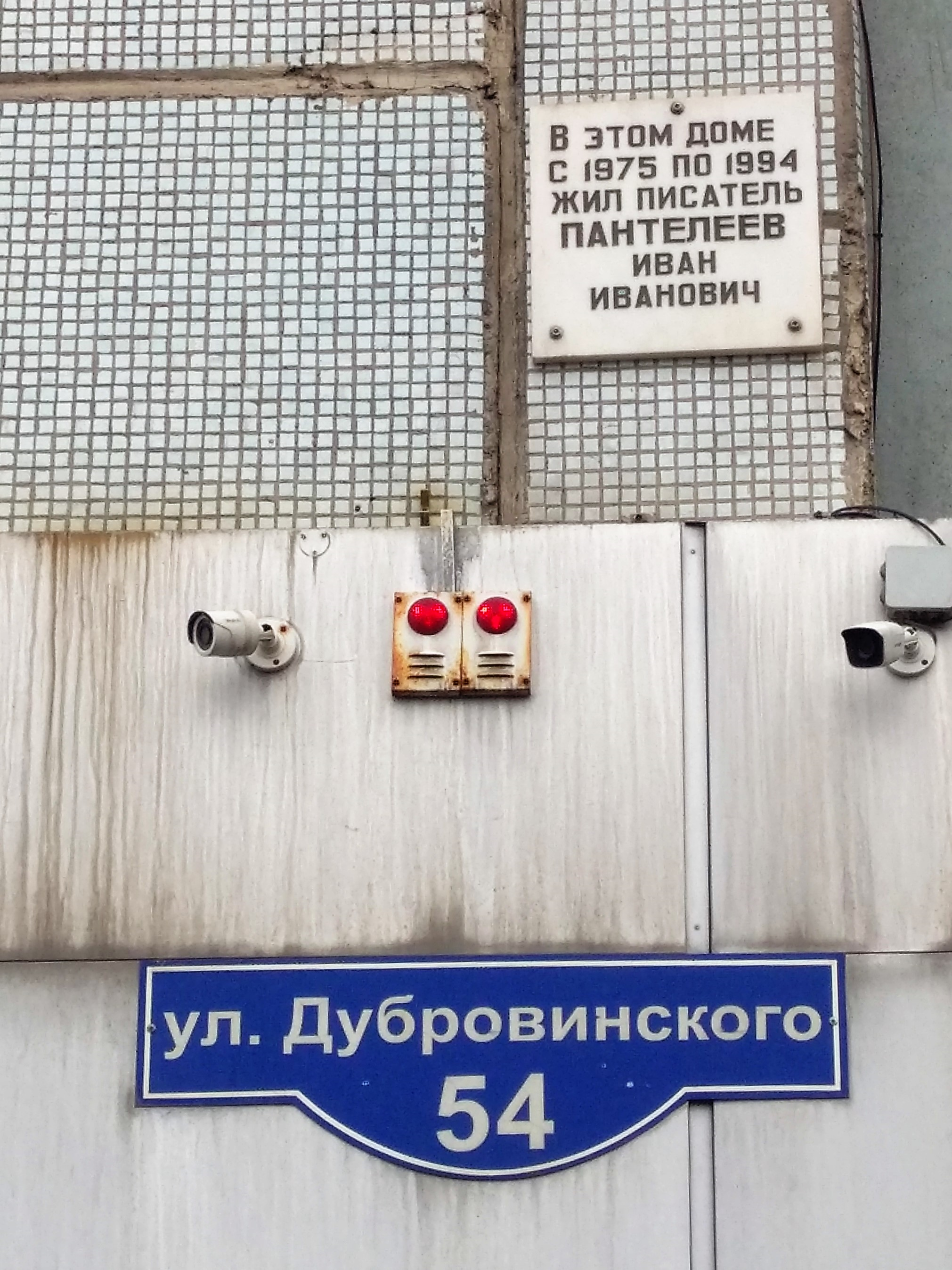
Мемориальная доска в Красноярске

В 1995 году была установлена мемориальная доска на доме, где он жил с 1975 по 1994 годы в Красноярске (ул. Дубровинского, 54). В это время в этом же доме жил и Председатель Совета Республики Верховного Совета Российской Федерации В. С. Соколов. 

В 2009 году была установлена мемориальная доска на доме, где родился писатель, в селе Мельничное Ирбейского района (ул. Матросова, 5).